# Peritrichia nitidipennis
Peritrichia nitidipennis är en skalbaggsart som beskrevs av Blanchard 1850. Peritrichia nitidipennis ingår i släktet Peritrichia och familjen Melolonthidae.

## Underarter
Arten delas in i följande underarter:
- P. n. transiens
- P. n. tulbaghina